# Alice Mangione
Alice Mangione (* 19. Januar 1997 in Niscemi) ist eine italienische Sprinterin, die sich auf den 400-Meter-Lauf spezialisiert hat. 2024 wurde sie Vizeeuropameisterin in der Mixed-Staffel über 4-mal 400 Meter.

## Sportliche Laufbahn
Erste internationale Erfahrungen sammelte Alice Mangione im Jahr 2013, als sie bei den Jugendweltmeisterschaften in Donezk mit 56,76 s in der ersten Runde über 400 Meter ausschied und in der italienischen Sprintstaffel (1000 Meter) trug sie zum Finaleinzug bei. Im Jahr darauf startete sie bei den Juniorenweltmeisterschaften in Eugene, verpasste dort aber mit der 4-mal-400-Meter-Staffel mit 3:43,06 min den Finaleinzug. 2015 belegte sie bei den Junioreneuropameisterschaften in Eskilstuna in 53,80 s den sechsten Platz und gewann mit der Staffel in 3:37,45 min die Silbermedaille. 2016 wurde sie dann bei den U20-Weltmeisterschaften in Bydgoszcz in 3:42,53 min Achte mit der Staffel. 2018 siegte sie bei den U23-Mittelmeermeisterschaften in Jesolo in 3:37,88 min mit der Staffel und im Jahr darauf belegte sie bei den U23-Europameisterschaften im schwedischen Gävle in 3:36,96 min den fünften Platz mit der Staffel. 2021 schied sie dann bei den Halleneuropameisterschaften in Toruń mit neuer Hallenbestleistung von 52,73 s in der ersten Runde aus und mit der Staffel belegte sie in neuer Landesrekordzeit von 3:30,32 min den vierten Platz. Anfang Mai siegte sie dann bei den World Athletics Relays in Chorzów in 3:16,90 min in der Mixed-Staffel. Im August schied sie bei den Olympischen Sommerspielen in Tokio mit 3:30,32 min im Vorlauf der 4-mal-400-Meter-Staffel aus und verpasste auch in der Mixed-Staffel über 4-mal 400 Meter mit 3:13,51 min den Finaleinzug.
2022 schied sie bei den Weltmeisterschaften in Eugene mit 52,72 s in der ersten Runde über 400 Meter aus, belegte mit der Frauenstaffel in 3:26,45 min im Finale den siebten Platz und gelangte in der Mixed-Staffel mit 3:16,45 min im Finale ebenfalls auf Rang sieben. Anschließend schied sie bei den Europameisterschaften in München mit 52,02 s im Halbfinale aus und verpasste im Staffelbewerb mit 3:28,14 min den Finaleinzug. Im Jahr darauf schied sie bei den Halleneuropameisterschaften in Istanbul mit 53,66 s im Halbfinale über 400 Meter aus und gewann mit der Staffel in 3:28,61 min gemeinsam mit Ayomide Folorunso, Anna Polinari und Eleonora Marchiando die Silbermedaille hinter dem niederländischen Team. Im Juni wurde sie bei der 1. Liga der Team-Europameisterschaft im Zuge der Europaspiele in 51,55 s Sechsten über 400 Meter. Im August verpasste sie bei den Weltmeisterschaften in Budapest mit 3:14,56 min den Finaleinzug in der Mixed-Staffel und schied über 400 Meter mit 51,57 s in der ersten Runde aus. Zudem belegte sie mit der Frauenstaffel in 3:24,98 min den siebten Platz. Im Jahr darauf wurde sie bei den World Athletics Relays in Nassau in 3:16,47 min Vierte im B-Lauf in der 2. Qualifikationsrunde der Mixed-Staffel für die Olympischen Spiele und verpasste somit ein Fixticket. Mit der Frauenstaffel erreichte sie jedoch die Finalrunde und sicherte damit dem Team einen Startplatz. Anschließend schied sie bei den Europameisterschaften in Rom mit 51,34 s im Halbfinale über 400 Meter aus und gewann mit der Mixed-Staffel in 3:10,69 min gemeinsam mit Luca Sito, Anna Polinari und Edoardo Scotti die Silbermedaille hinter dem irischen Team. Zudem belegte sie mit der Frauenstaffel in 3:23,40 min den vierten Platz und stellte damit einen neuen Landesrekord auf. Im August gelangte sie bei den Olympischen Sommerspielen in Paris mit 3:11,84 min auf den sechsten Platz in der Mixed-Staffel und über 400 Meter schied sie mit neuer Bestleistung von 51,07 s in der Hoffnungsrunde aus. Zudem verpasste sie mit der Frauenstaffel mit 3:26,50 min den Finaleinzug.
2025 erreichte sie bei den Halleneuropameisterschaften in Apeldoorn das Finale über 400 Meter und belegte dort in 51,84 s den sechsten Platz. Zuvor verbesserte sie den italienischen Hallenrekord auf 51,75 s und löste damit Virna De Angeli als Rekordhalterin ab.
In den Jahren von 2020 bis 2022 und 2024 wurde Mangione italienische Meisterin im 400-Meter-Lauf sowie 2025 in der Halle. Zudem wurde sie 2021 Hallenmeisterin in der 4-mal-400-Meter-Staffel.

## Persönliche Bestzeiten
- 200 Meter: 23,16 s (−0,4 m/s), 18. Mai 2024 in Rom
- 300 Meter: 36,81 s, 23. April 2021 in Rieti
- 400 Meter: 51,07 s, 6. August 2024 in Paris
  - 400 Meter (Halle): 51,75 s, 7. Februar 2025 in Karlsruhe (italienischer Rekord)